# Ashton Memorial
L'Ashton Memorial si trova a Lancaster, città della contea del Lancashire, nel Nord Ovest dell'Inghilterra. Si tratta di un capriccio architettonico, la sua costruzione risale all'inizio del XX secolo ed è classificato come edificio storico di primo grado dall'English Heritage.

## Storia

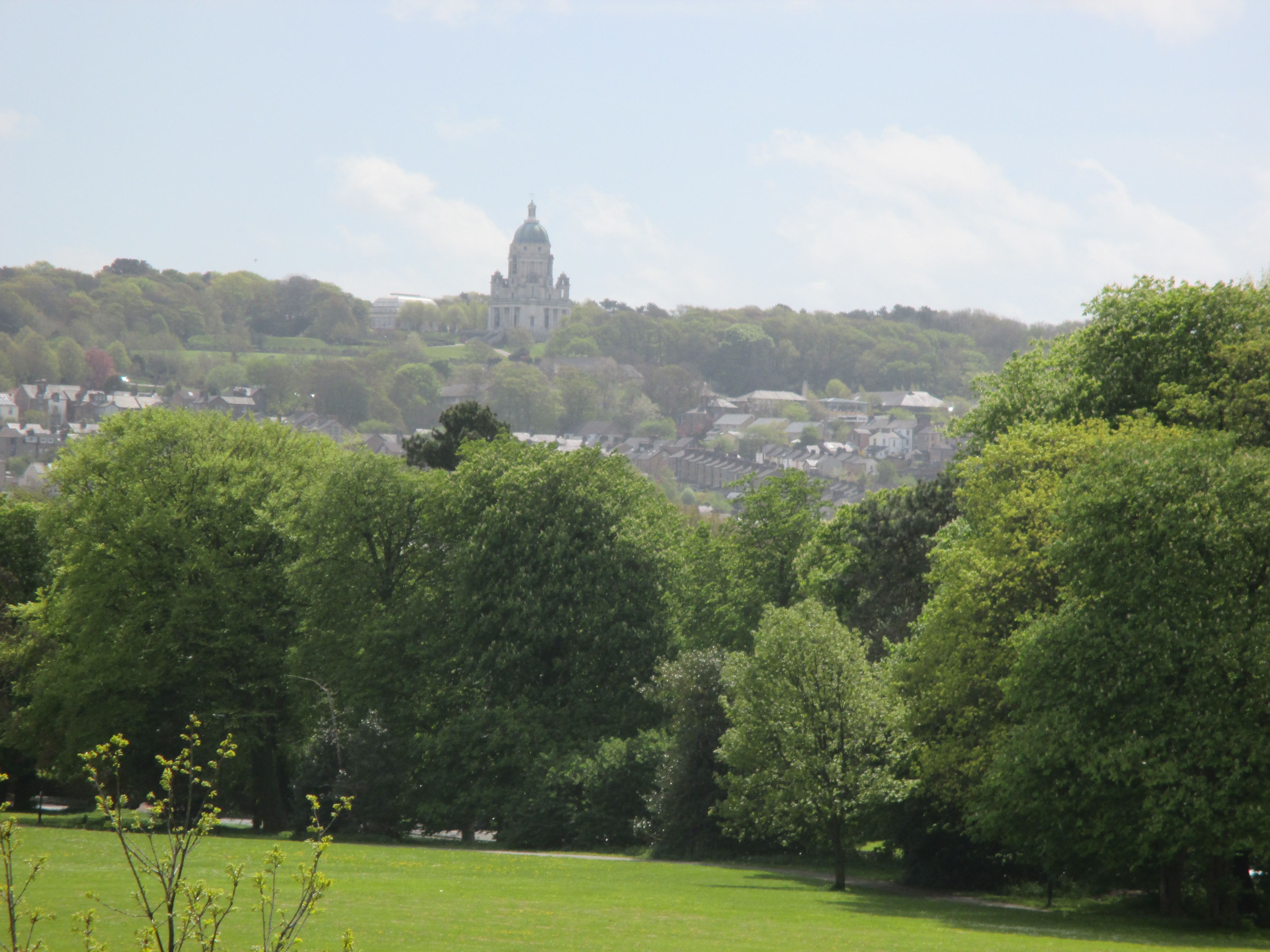
Panorama con l'Ashton Memorial su Lancaster

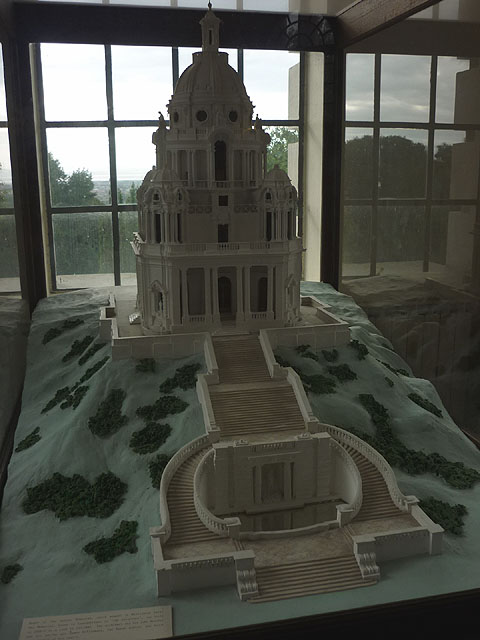
Modello in scala del monumento

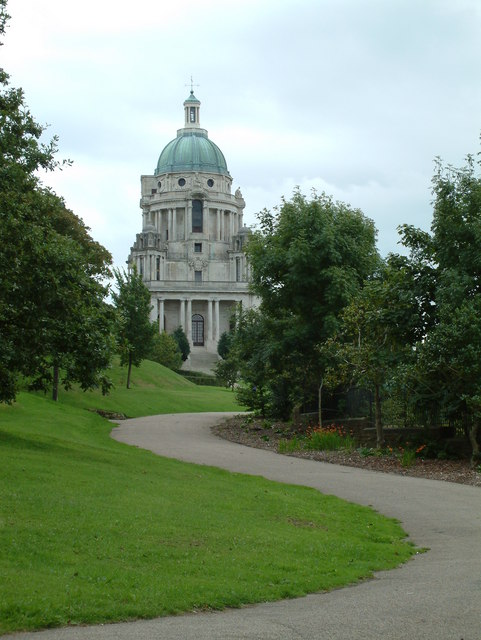
Williamson Park con Ashton Memorial

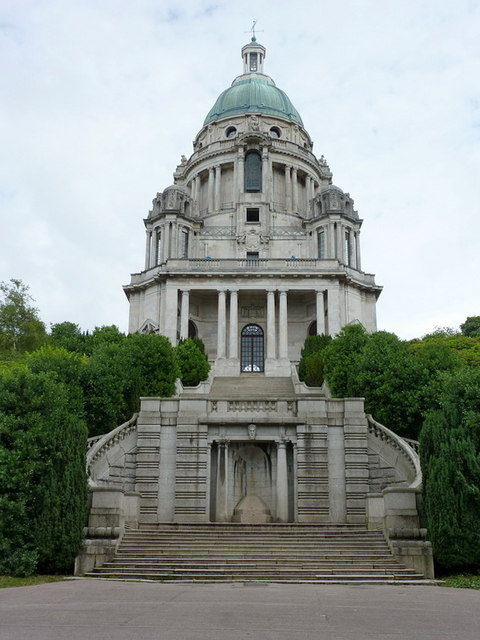
Ashton Memorial

Sin dalla metà del XVIII secolo in Inghilterra si iniziarono a costruire finte rovine ed edifici fantasiosi come torri, mura e castelli che, anche se di nuova costruzione, sembravano antichi. L'Ashton Memorial è uno di questi capricci architettonici costruito all'inizio del XX secolo e completato nel 1909 su progetto dell'architetto John Belcher su incarico di James Williamson, Lord e primo barone di Ashton per ricordare la defunta moglie Jessy. Il monumento venne edificato nel punto più alto del Williamson Park per decisione di James Williamson che aveva accumulato enormi ricchezze personali ed era stato un importante filantropo della città di Lancaster. Il parco era stato già comprato dal padre ed in origine era  una cava di pietra a cielo aperto e una brughiera. Nel 1895 Williamson cessò di essere un deputato e gli fu conferito un titolo nobiliare, diventando barone Ashton di Ashton, e poco dopo si ritirò dalla vita pubblica. Nel 1904 morì la sua seconda moglie Jessy e quasi subito progettò di collocare un monumento per ricordarla nel punto più alto del parco, dove allora si trovava la statua della regina Vittoria, che in seguito venne spostata. Del progetto venne incaricato sir John Belcher, presidente del Royal Institute of British Architects, che preparò un modello in legno del monumento nel 1906 e i lavori iniziarono l'anno successivo. Lo stile scelto fu il barocco edoardiano, caratterizzato dall'uso di torri e cupole. La pietra venne portata su vagoni ferroviari in un cantiere dove veniva scaricata per essere modellata. I lavori di costruzione furono eseguiti dalla ditta Waring and Gillow del Lancashire. Le facciate e le scale vennero realizzate in granito della Cornovaglia e pietra calcarea del Derbyshire, ma il monumento principale fu realizzato in pietra bianca di Portland. Quando il progetto iniziò a superare i costi preventivati furono realizzate modifiche come travi d'acciaio e mattoni portanti e grandi quantità di cemento sotto il rivestimento in pietra. Il monumento fu inaugurato il 24 ottobre 1909 senza particolari cerimonie per evitare problemi con i lavoratori. A quel tempo l'azienda di Williamson impiegava un quarto degli operai di Lancaster. Dopo il suo ritiro a vita privata finanziò solo lavori di manutenzione al monumento e morì nel 1930. 
La sua terza moglie Florence e sua figlia continuarono a finanziare tutte le riparazioni necessarie e nel corso degli anni fu adibito a vari usi diventando sede museale e una sala di lettura. Nel 1962 venne danneggiato da un grave incendio e furono necessari interventi per le riparazioni. All'inizio degli anni ottanta il monumento fu chiuso al pubblico perché le infiltrazioni di acqua avevano causato danni strutturali al cemento e all'acciaio e l'esterno era deturpato da graffiti. Il restauro iniziò nel 1985 e durò due anni.

## Descrizione
L'Ashton Memorial si trova nel punto più alto del Williamson Park a Lancaster nel Lancashire, Nord Ovest dell'Inghilterra e domina il panorama circostante essendo visibile da chilometri di distanza. Costruito in stile barocco edoardiano si presenta come un monumento imponente, con grande scalinata di accesso anteriore, un primo piano a base poligonale sopra il quale si trova la parte a cilindro superiore con grande cupola, in rame. Il materiale da costruzione principale è la pietra di Portland, anche se i gradini sono in granito della Cornovaglia. Intorno alla cupola ci sono sculture realizzate da Herbert Hampton che rappresentano il commercio, la scienza, l'industria e l'arte. Anche all'interno della cupola vi sono allegorie sotto forma di dipinti che raffigurano il Commercio, l'Arte e la Storia realizzati da George Murray. Al piano terra è notevole il disegno geometrico bianco e nero dei marmi colorati.  All'interno del memoriale si trova la Williamson Gallery. Oltre all'Ashton Memorial Williamson Park comprende aree giochi, la casa delle farfalle tropicali e una parte dedicata alle voliere per gli uccelli. Il parco è sede di numerosi eventi e festival durante tutto l'anno.

### Bene tutelato come edificio storico
L'English Heritage ha classificato l'Ashton Memorial come edificio storico di primo grado col numero 1120474.